# Koolborstel

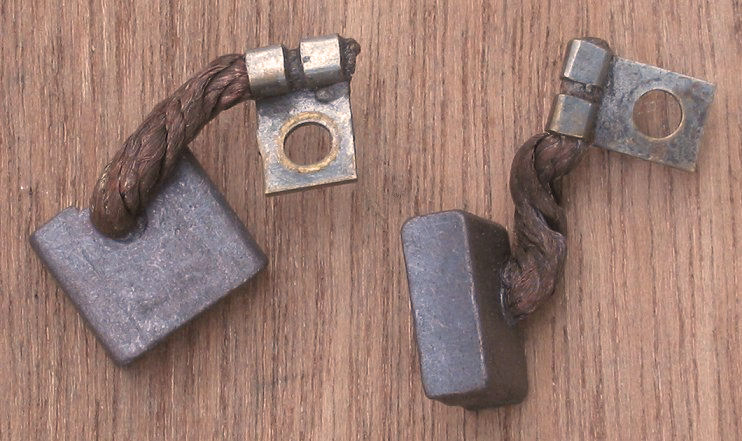
Hoogvermogen Koolborstels (bijna versleten)

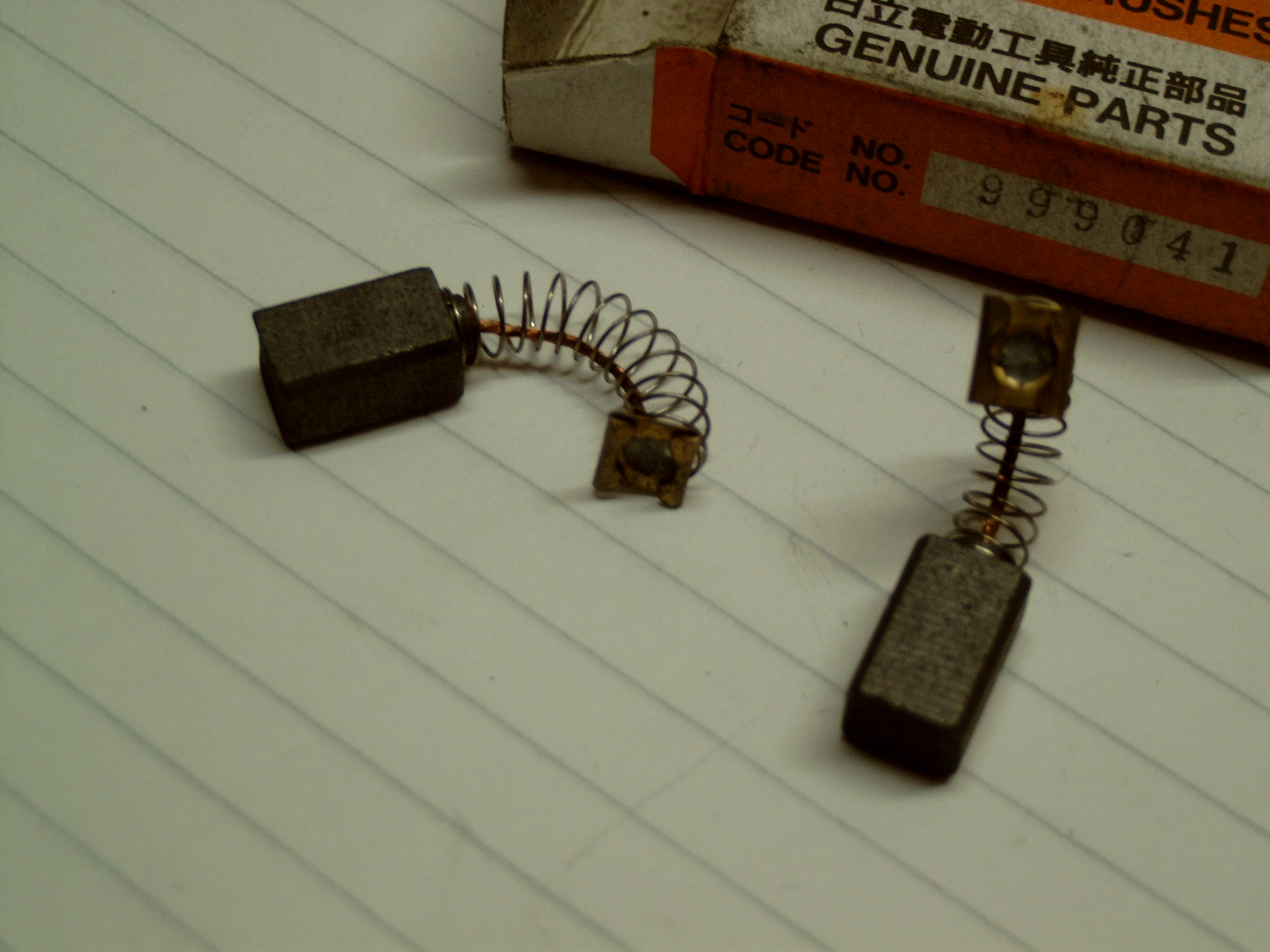
Koolborstels (van een bovenfrees) met duwveer eraan vast

Een koolborstel is een onderdeel van een elektromotor of een generator dat bevestigd is aan het statische deel (stator) en elektrisch contact maakt met het roterende deel (anker) via een daaraan verbonden commutator of een sleepring. Als een elektromotor koolborstels heeft, zijn dat er ten minste twee. Er zijn ook elektromotoren zonder koolborstels, zoals asynchrone, synchrone en stappenmotoren. 
De gelijkstroommotor en de wisselstroomseriemotor zijn (meestal) wel met koolborstels en commutator uitgevoerd. Deze dienen niet alleen om de stroomtoevoer naar het anker te verzorgen, maar ook om de stroomrichting steeds zó te schakelen dat het draaiend koppel een constante richting heeft. Daartoe is de commutator in aparte sectoren verdeeld, zodat bij een bepaalde stand van de rotor en een bepaalde polarisatie van de magnetische polen een bepaalde richting van de stroom hoort.
Er bestaan tegenwoordig ook uitvoeringen van dergelijke motoren zonder koolborstels en commutator (borstelloze elektromotor). Het anker heeft geen stroomtoevoer nodig en de vereiste omkering van de stroomrichting wordt door een elektronische schakeling verzorgd.

## Opbouw
Een koolborstel bestaat in principe uit een grafietblokje met zelfsmerende eigenschappen. Verder zijn veel koolborstels voorzien een geleidende draad (litze) en een kabelschoen, soms nog met een spiraalveer voor het aandrukken tegen de commutator of de sleepring. Een koolborstel is verbonden met de stator, het statische deel van de motor, en maakt van daar uit verend contact met de commutator of de sleepring op het roterende deel.
Het grafiet heeft, afhankelijk van de aan de motor gestelde eisen, een samenstelling met een bepaald percentage kool of koper. Omdat het grafiet zachter is dan de commutator, slijt deze minder en blijft de levensduur van het roterende deel hoog. Een koolborstel is daarom zó gemaakt, dat hij gemakkelijk te vervangen is.
Het voordeel van grafiet is dat het een negatieve temperatuurscoëfficiënt heeft, dat wil zeggen dat de elektrische weerstand bij een hogere temperatuur lager wordt. Door de wrijving van de koolborstel over de commutator ontstaat warmte. Bij de meeste materialen zouden daardoor de elektrische weerstand en de verliezen groter worden, bij koolstof (grafiet) niet.
Ook bij een pantograaf, de stroomafnemer bij treinen, wordt om dezelfde redenen grafiet gebruikt. Om de slijtage niet te groot te laten worden en om de slijtage van de sleper gelijkmatig te laten verlopen, wordt de bovenleiding zigzagsgewijs aangelegd.

## Etymologie
Dat een koolborstel als borstel aangeduid wordt, vindt z'n oorsprong in de vroegere "borstels" van koperdraad waarvan de huidige koolborstels de moderne variant zijn.